# Sport Club Derendingen (femminile)
Il Frauen Sport Club Derendingen, noto in Svizzera come FSC Derendingen oppure Derendingen, è una squadra di calcio femminile svizzera con sede nell'omonima città di Derendingen (Canton Soletta), sezione femminile dell'omonimo club maschile nato il 1º luglio 1907.
Milita nella Lega Nazionale B. Per la prima volta nella sua storia nella stagione 2015-2016 aveva ottenuto la promozione in Lega Nazionale A, massimo livello del campionato svizzero femminile di calcio.
Disputa le proprie gare interne nello Stadion Heidenegg, che ha una capienza di circa 1 500 spettatori di cui 300 posti a sedere.

## Storia
La squadra femminile è stata costituita nel 2005, ha disputato i campionati cantonali fino al 2011, venendo poi promossa in Prima Lega 2012-2013.

## Organico

### Rosa 2016-2017
Aggiornata al 7 agosto 2016.
| N. |                     | Ruolo | Calciatrice       |
| -- | ------------------- | ----- | ----------------- |
| 5  | Svizzera (bandiera) | D     | Andrea Vögeli (c) |
| 6  | Svizzera (bandiera) | D     | Alana Burkhart    |
| 7  | Spagna (bandiera)   | C     | Yennifer Álvarez  |
| 8  | Germania (bandiera) | A     | Ilona Sieben      |
| 10 | Svizzera (bandiera) | C     | Simone Zahno      |
| 11 | Svizzera (bandiera) | C     | Lumnije Kadriu    |
| 12 | Svizzera (bandiera) | C     | Anja Bachmann     |
| 13 | Svizzera (bandiera) | C     | Carla Hager       |
| 14 | Svizzera (bandiera) | A     | Seline Schneider  |
| 16 | Svizzera (bandiera) | C     | Corinna Saladin   |
| 17 | Svizzera (bandiera) | C     | Rebeka Müller     |
| 18 | Svizzera (bandiera) | C     | Laura Derungs     |

| N. |                     | Ruolo | Calciatrice          |
| -- | ------------------- | ----- | -------------------- |
| 19 | Svizzera (bandiera) | C     | Michèle Kohler       |
| 20 | Svizzera (bandiera) | C     | Martina Grob         |
| 22 | Svizzera (bandiera) | P     | Martina Rytz         |
| 27 | Svizzera (bandiera) | C     | Martina Trutmann     |
| 28 | Svizzera (bandiera) | P     | Natascha Honegger    |
| 34 | Svizzera (bandiera) | C     | Michèle Bucher       |
| 47 | Svizzera (bandiera) | D     | Jessica Hawker       |
| 66 | Svizzera (bandiera) | D     | Naomi Bünger         |
|    | Svizzera (bandiera) | C     | Mariangela Gianforte |
|    | Svizzera (bandiera) | D     | Annina Sommer        |
|    | Germania (bandiera) | D     | Vanessa Kley         |